# Pasiphila magnimaculata
Pasiphila magnimaculata là một loài bướm đêm trong họ Geometridae.